# Descamisados
Descamisados o Comando Descamisados fue una organización guerrillera peronista que actuó en Argentina entre 1968 y 1972.

## Actividad
Fue fundada en 1968 por Horacio Mendizábal (1944-1979) un abogado y guerrillero, que más adelante llegó a integrar la conducción de la agrupación guerrillera Montoneros, Norberto Armando Habegger y otros jóvenes, como Fernando Saavedra Luque, democristianos y provenientes del nacionalismo católico desde el trabajo en villas miserias y en las fábricas. En 1969, Dardo Manuel Cabo pasa a dirigir la organización, que hizo su primera aparición pública en ocasión de la exhibición de la película La Hora de los Hornos, de Fernando Solanas y Octavio Getino en un cine de La Tablada. La organización consideraba a la acción armada como un complemento a la construcción de bases políticas mediante el trabajo en los barrios.
Entre las acciones que se le adjudican se encuentran la voladura del Círculo Naval de Tigre, la del yate del comandante en jefe de la Armada, el secuestro del gerente de General Electric-ITT de San Isidro, (provincia de Buenos Aires) por cuyo rescate cobraron un millón de dólares, así como el robo de varias instituciones financieras. El grupo también estuvo presente en actividades de propaganda como la proyección de películas y documentales referentes a la vida política de Juan Domingo Perón.

## Asesinato de Vandor
El hecho más importante atribuido a Descamisados por algunas fuentes fue el asesinato de Augusto Timoteo Vandor ocurrido el 30 de junio de 1969. En el marco de lo que se denominó "Operativo Judas", un grupo de personas lo asesinó de cinco disparos en la sede de la Unión Obrera Metalúrgica, La Rioja al 1900, dejando en su escape una bomba de trotil que al explotar destruyó parte del edificio. La organización guerrillera "Ejército Nacional Revolucionario" se adjudicó el asesinato el 7 de febrero de 1971. Para Eugenio Méndez esa agrupación estaba conducida por Rodolfo Walsh y la integraba Raimundo Villaflor y habría matado a José Alonso además de a Vandor. Otros autores, como Richard Gillespie, Felipe Pigna y Eduardo Zamorano, atribuyen el asesinato al grupo Descamisados, de Dardo Cabo, luego absorbido por Montoneros. Años después, en el periódico El Descamisado, dirigido por Cabo, se publicaría otra versión del asesinato. El exdirigente de Montoneros José Amorín afirmó que la operación era demasiado compleja para una organización recién formada como Descamisados y sostienen que los autores eran en su mayoría de la CGT de los Argentinos. Una versión recogida por un periodista en la Unión Obrera Metalúrgica el día del hecho indicaba que Vandor había reconocido a uno de los autores y lo había saludado “Hola Cóndor”. Dardo Cabo había protagonizado años antes la Operativo Cóndor, consistente en el secuestro de un avión y aterrizaje posterior en las Islas Malvinas.

## Integración en Montoneros
Desde inicios de la década de 1970 Descamisados se aproximó a Montoneros, primero con un proyecto denominado Organizaciones Armadas Peronistas (OAP) y luego en una completa fusión en 1972.